# Câmpuri ucigașe
Câmpuri ucigașe este un film polițist american produs în anul 2011 în regia lui Ami Canaan Mann. Filmul se bazează pe o întâmplare reală petrecută prin anii 1970 când au fost găsite cadavrele a cca. 30 de fete tinere în regiunea mlăștinoasă din Texas numită Texas Killing Fields în apropiere de autostrada Interstate 45. Autorul sau autorii crimelor n-au fost descoperiți încă de autoritățile americane.

## Acțiune
Polițiștii Mike Souder și Brian Heigh cercetează cazul unei tinere femei omorâte care locuia în Texas City. În urmă investigațiilor ei constată că urmele duc spre regiunea mlăștinoasă Killing Fields care nu este amplasată în sectorul lor. Între timp sunt găsite și alte cadavre de femei tinere, polițiștii reușind să afle locul din care ucigașii au folosit telefoanele mobile ale victimelor. În cele din urmă, unul dintre polițiști este grav rănit, pe când celălalt reușește să găsească locul unde se ascund făptașii crimelor care, din cauza unui conflict intern, se împușcă între ei.

## Distribuție
- Sam Worthington: Mike Souder
- Jeffrey Dean Morgan: Brian Heigh
- Jessica Chastain: Pam Stall
- Chloë Grace Moretz: Ann Sliger
- Jason Clarke: Rule
- Annabeth Gish: Gwen Heigh
- Sheryl Lee: Lucie Sliger
- Stephen Graham: Rhino
- Corie Berkemeyer: Shauna Kittredge
- Maureen Brennan: Mrs. Kittredge

## Legături externe
- Câmpuri ucigașe la Internet Movie Database
- Câmpuri ucigașe la Rotten Tomatoes
- Câmpuri ucigașe la Box Office Mojo
- Câmpuri ucigașe la CineMagia